# Lunar Polar Hydrogen Mapper
Lunar Polar Hydrogen Mapper, or LunaH-Map, är en av 10 CubeSats planerade till uppskjutning med Artemis 1 år 2022. Tillsammans med Lunar IceCube och Lunar Flashlight, kommer LunaH-Map undersöka om det finns vatten på månen. Arizona State University började utvecklingen av LunaH-Map efter att de fick kontrakt av NASA år 2015. Utvecklingsteamet består av 20 professionella och studenter ledda av Craig Hardgrove.